# Feels Like Home (Norah Jones)
Feels Like Home is het tweede album van de Amerikaanse jazzzangeres Norah Jones. De plaat werd in februari 2004 uitgegeven onder het label Blue Note. Wereldwijd zijn van de cd meer dan twaalf miljoen exemplaren verkocht. Alleen al in Jones' thuisland ging Feels Like Home in de eerste week na de release een miljoen keer over de toonbank. In Nederland werd het album de bestverkochte plaat van 2004 en stond het in de top 3 van bestverkochte platen van het decennium 2000-2009. Feels Like Home leverde Jones drie Grammy-nominaties op, waarvan ze alleen de Grammy voor beste vrouwelijke vocalist mocht ophalen.

## Geschiedenis
Op Feels Like Home staan onder meer gastbijdragen van Dolly Parton en Levon Helm en Garth Hudson, twee ex-leden van The Band. Don't Miss You At All, het laatste nummer op het album is in feite het instrumentale Melancholia van Duke Ellington met tekst van Jones. Naast een reeks eigen geschreven nummers zingt Jones ook vertolkingen van nummers van onder meer Tom Waits en Townes Van Zandt. Tijdens haar wereldtournee werd Jones begeleid door haar eigen Handsome Band, bestaande uit Lee Alexander, Adam Levy, Kevin Breit, Andrew Borger en Daru Oda.
Op een deluxeversie van Feels Like Home, die in september 2004 werd uitgebracht, staan drie bonusnummers: Sleepless Nights, Moon Song en I Turned Your Picture To The Wall. Ook is een dvd bijgevoegd waarop Jones vijf nummers live vertolkt. 

### Ontvangst
Het album werd in navolging van Jones' debuut Come Away With Me een hit. Binnen de week van zijn release waren van Feels Like Home meer dan een miljoen albums verkocht in de Verenigde Staten. In de tweede week volgden nog eens bijna 400.000 exemplaren. Ook in Nederland werd het album goed verkocht en werd het zelfs de op twee na bestverkochte plaat van het decennium. Alleen Katie Melua's Piece by Piece en Jones' eigen Come Away With Me deden het nog beter. In totaal bracht de plaat in Nederland acht weken door op de eerste plaats, goed voor een gedeeld 41e plaats in de lijst van meeste weken op nummer 1.

## Afspeellijst
| Nr. | Titel                                | Schrijver(s)                               | Duur |
| --- | ------------------------------------ | ------------------------------------------ | ---- |
| 1.  | Sunrise                              | Norah Jones, Lee Alexander                 | 3:20 |
| 2.  | What Am I to You?                    | Norah Jones                                | 3:29 |
| 3.  | Those Sweet Words                    | Lee Alexander, Richard Julian              | 3:22 |
| 4.  | Carnival Town                        | Norah Jones, Lee Alexander                 | 3:12 |
| 5.  | In the Morning                       | Adam Levy                                  | 4:07 |
| 6.  | Be Here to Love Me                   | Townes Van Zandt                           | 3:28 |
| 7.  | Creepin' In (featuring Dolly Parton) | Lee Alexander                              | 3:03 |
| 8.  | Toes                                 | Norah Jones, Lee Alexander                 | 3:46 |
| 9.  | Humble Me                            | Kevin Breit                                | 4:36 |
| 10. | Above Ground                         | Andrew Borger, Daru Oda                    | 3:43 |
| 11. | The Long Way Home                    | Kathleen Brennan, Tom Waits                | 3:13 |
| 12. | The Prettiest Thing                  | Norah Jones, Lee Alexander, Richard Julian | 3:51 |
| 13. | Don't Miss You at All                | Norah Jones, Duke Ellington                | 3:06 |

## Hitnotering

### Nederland
| "Feels Like Home" in de Nederlandse Album Top 100 - binnen: 21-02-2004 | "Feels Like Home" in de Nederlandse Album Top 100 - binnen: 21-02-2004 | "Feels Like Home" in de Nederlandse Album Top 100 - binnen: 21-02-2004 | "Feels Like Home" in de Nederlandse Album Top 100 - binnen: 21-02-2004 | "Feels Like Home" in de Nederlandse Album Top 100 - binnen: 21-02-2004 | "Feels Like Home" in de Nederlandse Album Top 100 - binnen: 21-02-2004 | "Feels Like Home" in de Nederlandse Album Top 100 - binnen: 21-02-2004 | "Feels Like Home" in de Nederlandse Album Top 100 - binnen: 21-02-2004 | "Feels Like Home" in de Nederlandse Album Top 100 - binnen: 21-02-2004 | "Feels Like Home" in de Nederlandse Album Top 100 - binnen: 21-02-2004 | "Feels Like Home" in de Nederlandse Album Top 100 - binnen: 21-02-2004 | "Feels Like Home" in de Nederlandse Album Top 100 - binnen: 21-02-2004 | "Feels Like Home" in de Nederlandse Album Top 100 - binnen: 21-02-2004 | "Feels Like Home" in de Nederlandse Album Top 100 - binnen: 21-02-2004 | "Feels Like Home" in de Nederlandse Album Top 100 - binnen: 21-02-2004 | "Feels Like Home" in de Nederlandse Album Top 100 - binnen: 21-02-2004 | "Feels Like Home" in de Nederlandse Album Top 100 - binnen: 21-02-2004 | "Feels Like Home" in de Nederlandse Album Top 100 - binnen: 21-02-2004 | "Feels Like Home" in de Nederlandse Album Top 100 - binnen: 21-02-2004 | "Feels Like Home" in de Nederlandse Album Top 100 - binnen: 21-02-2004 | "Feels Like Home" in de Nederlandse Album Top 100 - binnen: 21-02-2004 | "Feels Like Home" in de Nederlandse Album Top 100 - binnen: 21-02-2004 | "Feels Like Home" in de Nederlandse Album Top 100 - binnen: 21-02-2004 | "Feels Like Home" in de Nederlandse Album Top 100 - binnen: 21-02-2004 | "Feels Like Home" in de Nederlandse Album Top 100 - binnen: 21-02-2004 | "Feels Like Home" in de Nederlandse Album Top 100 - binnen: 21-02-2004 | "Feels Like Home" in de Nederlandse Album Top 100 - binnen: 21-02-2004 | "Feels Like Home" in de Nederlandse Album Top 100 - binnen: 21-02-2004 | "Feels Like Home" in de Nederlandse Album Top 100 - binnen: 21-02-2004 | "Feels Like Home" in de Nederlandse Album Top 100 - binnen: 21-02-2004 |
| Week                                                                   | 01                                                                     | 02                                                                     | 03                                                                     | 04                                                                     | 05                                                                     | 06                                                                     | 07                                                                     | 08                                                                     | 09                                                                     | 10                                                                     | 11                                                                     | 12                                                                     | 13                                                                     | 14                                                                     | 15                                                                     | 16                                                                     | 17                                                                     | 18                                                                     | 19                                                                     | 20                                                                     | 21                                                                     | 22                                                                     | 23                                                                     | 24                                                                     | 25                                                                     | 26                                                                     | 27                                                                     | 28                                                                     | 29                                                                     |
| ---------------------------------------------------------------------- | ---------------------------------------------------------------------- | ---------------------------------------------------------------------- | ---------------------------------------------------------------------- | ---------------------------------------------------------------------- | ---------------------------------------------------------------------- | ---------------------------------------------------------------------- | ---------------------------------------------------------------------- | ---------------------------------------------------------------------- | ---------------------------------------------------------------------- | ---------------------------------------------------------------------- | ---------------------------------------------------------------------- | ---------------------------------------------------------------------- | ---------------------------------------------------------------------- | ---------------------------------------------------------------------- | ---------------------------------------------------------------------- | ---------------------------------------------------------------------- | ---------------------------------------------------------------------- | ---------------------------------------------------------------------- | ---------------------------------------------------------------------- | ---------------------------------------------------------------------- | ---------------------------------------------------------------------- | ---------------------------------------------------------------------- | ---------------------------------------------------------------------- | ---------------------------------------------------------------------- | ---------------------------------------------------------------------- | ---------------------------------------------------------------------- | ---------------------------------------------------------------------- | ---------------------------------------------------------------------- | ---------------------------------------------------------------------- |
| Nummer                                                                 | 1                                                                      | 1                                                                      | 1                                                                      | 1                                                                      | 1                                                                      | 1                                                                      | 2                                                                      | 1                                                                      | 2                                                                      | 2                                                                      | 2                                                                      | 2                                                                      | 1                                                                      | 4                                                                      | 2                                                                      | 3                                                                      | 4                                                                      | 3                                                                      | 3                                                                      | 6                                                                      | 6                                                                      | 7                                                                      | 11                                                                     | 7                                                                      | 10                                                                     | 8                                                                      | 11                                                                     | 13                                                                     | 12                                                                     |
| Week                                                                   | 30                                                                     | 31                                                                     | 32                                                                     | 33                                                                     | 34                                                                     | 35                                                                     | 36                                                                     | 37                                                                     | 38                                                                     | 39                                                                     | 40                                                                     | 41                                                                     | 42                                                                     | 43                                                                     | 44                                                                     | 45                                                                     | 46                                                                     | 47                                                                     | 48                                                                     | 49                                                                     | 50                                                                     | 51                                                                     | 52                                                                     | 53                                                                     | 54                                                                     | 55                                                                     | 56                                                                     | 57                                                                     | 58                                                                     |
| Nummer                                                                 | 8                                                                      | 5                                                                      | 10                                                                     | 15                                                                     | 15                                                                     | 14                                                                     | 16                                                                     | 12                                                                     | 13                                                                     | 16                                                                     | 23                                                                     | 18                                                                     | 14                                                                     | 14                                                                     | 13                                                                     | 14                                                                     | 11                                                                     | 11                                                                     | 12                                                                     | 12                                                                     | 13                                                                     | 14                                                                     | 19                                                                     | 21                                                                     | 21                                                                     | 27                                                                     | 31                                                                     | 21                                                                     | 29                                                                     |
| Week                                                                   | 59                                                                     | 60                                                                     | 61                                                                     | 62                                                                     | 63                                                                     | 64                                                                     | 65                                                                     | 66                                                                     | 67                                                                     | 68                                                                     | 69                                                                     | 70                                                                     | 71                                                                     | 72                                                                     | 73                                                                     | 74                                                                     | 75                                                                     | 76                                                                     | 77                                                                     | 78                                                                     | 79                                                                     | 80                                                                     | 81                                                                     | 82                                                                     | 83                                                                     |                                                                        | 84                                                                     | 85                                                                     | 86                                                                     |
| Nummer                                                                 | 31                                                                     | 38                                                                     | 33                                                                     | 32                                                                     | 15                                                                     | 19                                                                     | 25                                                                     | 52                                                                     | 50                                                                     | 51                                                                     | 61                                                                     | 67                                                                     | 59                                                                     | 59                                                                     | 65                                                                     | 57                                                                     | 62                                                                     | 56                                                                     | 47                                                                     | 45                                                                     | 44                                                                     | 48                                                                     | 44                                                                     | 93                                                                     | 93                                                                     | uit                                                                    | 63                                                                     | 72                                                                     | 53                                                                     |
| Week                                                                   | 87                                                                     | 88                                                                     | 89                                                                     | 90                                                                     | 91                                                                     | 92                                                                     | 93                                                                     | 94                                                                     | 95                                                                     | 96                                                                     | 97                                                                     | 98                                                                     | 99                                                                     | 100                                                                    | 101                                                                    |                                                                        |                                                                        |                                                                        |                                                                        |                                                                        |                                                                        |                                                                        |                                                                        |                                                                        |                                                                        |                                                                        |                                                                        |                                                                        |                                                                        |
| Nummer                                                                 | 36                                                                     | 39                                                                     | 42                                                                     | 47                                                                     | 46                                                                     | 53                                                                     | 57                                                                     | 48                                                                     | 58                                                                     | 50                                                                     | 41                                                                     | 63                                                                     | 75                                                                     | 88                                                                     | 95                                                                     | uit                                                                    |                                                                        |                                                                        |                                                                        |                                                                        |                                                                        |                                                                        |                                                                        |                                                                        |                                                                        |                                                                        |                                                                        |                                                                        |                                                                        |

### Vlaanderen
| "Feels Like Home" in de Vlaams Ultratop 200 - binnen: 14-02-2004 | "Feels Like Home" in de Vlaams Ultratop 200 - binnen: 14-02-2004 | "Feels Like Home" in de Vlaams Ultratop 200 - binnen: 14-02-2004 | "Feels Like Home" in de Vlaams Ultratop 200 - binnen: 14-02-2004 | "Feels Like Home" in de Vlaams Ultratop 200 - binnen: 14-02-2004 | "Feels Like Home" in de Vlaams Ultratop 200 - binnen: 14-02-2004 | "Feels Like Home" in de Vlaams Ultratop 200 - binnen: 14-02-2004 | "Feels Like Home" in de Vlaams Ultratop 200 - binnen: 14-02-2004 | "Feels Like Home" in de Vlaams Ultratop 200 - binnen: 14-02-2004 | "Feels Like Home" in de Vlaams Ultratop 200 - binnen: 14-02-2004 | "Feels Like Home" in de Vlaams Ultratop 200 - binnen: 14-02-2004 | "Feels Like Home" in de Vlaams Ultratop 200 - binnen: 14-02-2004 | "Feels Like Home" in de Vlaams Ultratop 200 - binnen: 14-02-2004 | "Feels Like Home" in de Vlaams Ultratop 200 - binnen: 14-02-2004 | "Feels Like Home" in de Vlaams Ultratop 200 - binnen: 14-02-2004 | "Feels Like Home" in de Vlaams Ultratop 200 - binnen: 14-02-2004 | "Feels Like Home" in de Vlaams Ultratop 200 - binnen: 14-02-2004 | "Feels Like Home" in de Vlaams Ultratop 200 - binnen: 14-02-2004 | "Feels Like Home" in de Vlaams Ultratop 200 - binnen: 14-02-2004 | "Feels Like Home" in de Vlaams Ultratop 200 - binnen: 14-02-2004 | "Feels Like Home" in de Vlaams Ultratop 200 - binnen: 14-02-2004 | "Feels Like Home" in de Vlaams Ultratop 200 - binnen: 14-02-2004 | "Feels Like Home" in de Vlaams Ultratop 200 - binnen: 14-02-2004 | "Feels Like Home" in de Vlaams Ultratop 200 - binnen: 14-02-2004 | "Feels Like Home" in de Vlaams Ultratop 200 - binnen: 14-02-2004 | "Feels Like Home" in de Vlaams Ultratop 200 - binnen: 14-02-2004 | "Feels Like Home" in de Vlaams Ultratop 200 - binnen: 14-02-2004 | "Feels Like Home" in de Vlaams Ultratop 200 - binnen: 14-02-2004 | "Feels Like Home" in de Vlaams Ultratop 200 - binnen: 14-02-2004 | "Feels Like Home" in de Vlaams Ultratop 200 - binnen: 14-02-2004 |
| Week                                                             | 01                                                               | 02                                                               | 03                                                               | 04                                                               | 05                                                               | 06                                                               | 07                                                               | 08                                                               | 09                                                               | 10                                                               | 11                                                               | 12                                                               | 13                                                               | 14                                                               | 15                                                               | 16                                                               | 17                                                               | 18                                                               | 19                                                               | 20                                                               | 21                                                               | 22                                                               | 23                                                               | 24                                                               | 25                                                               | 26                                                               | 27                                                               | 28                                                               | 29                                                               |
| ---------------------------------------------------------------- | ---------------------------------------------------------------- | ---------------------------------------------------------------- | ---------------------------------------------------------------- | ---------------------------------------------------------------- | ---------------------------------------------------------------- | ---------------------------------------------------------------- | ---------------------------------------------------------------- | ---------------------------------------------------------------- | ---------------------------------------------------------------- | ---------------------------------------------------------------- | ---------------------------------------------------------------- | ---------------------------------------------------------------- | ---------------------------------------------------------------- | ---------------------------------------------------------------- | ---------------------------------------------------------------- | ---------------------------------------------------------------- | ---------------------------------------------------------------- | ---------------------------------------------------------------- | ---------------------------------------------------------------- | ---------------------------------------------------------------- | ---------------------------------------------------------------- | ---------------------------------------------------------------- | ---------------------------------------------------------------- | ---------------------------------------------------------------- | ---------------------------------------------------------------- | ---------------------------------------------------------------- | ---------------------------------------------------------------- | ---------------------------------------------------------------- | ---------------------------------------------------------------- |
| Nummer                                                           | 5                                                                | 1                                                                | 1                                                                | 1                                                                | 1                                                                | 3                                                                | 3                                                                | 2                                                                | 2                                                                | 4                                                                | 5                                                                | 5                                                                | 7                                                                | 8                                                                | 8                                                                | 8                                                                | 15                                                               | 17                                                               | 13                                                               | 8                                                                | 9                                                                | 14                                                               | 19                                                               | 25                                                               | 21                                                               | 17                                                               | 24                                                               | 26                                                               | 33                                                               |
| Week                                                             | 30                                                               | 31                                                               | 32                                                               | 33                                                               | 34                                                               | 35                                                               | 36                                                               | 37                                                               | 38                                                               | 39                                                               | 40                                                               | 41                                                               | 42                                                               | 43                                                               | 44                                                               | 45                                                               | 46                                                               | 47                                                               | 48                                                               | 49                                                               | 50                                                               | 51                                                               | 52                                                               | 53                                                               | 54                                                               | 55                                                               | 56                                                               | 57                                                               | 58                                                               |
| Nummer                                                           | 34                                                               | 35                                                               | 40                                                               | 44                                                               | 19                                                               | 17                                                               | 18                                                               | 18                                                               | 22                                                               | 27                                                               | 30                                                               | 35                                                               | 41                                                               | 44                                                               | 40                                                               | 26                                                               | 15                                                               | 11                                                               | 13                                                               | 19                                                               | 17                                                               | 15                                                               | 15                                                               | 16                                                               | 20                                                               | 20                                                               | 15                                                               | 20                                                               | 24                                                               |
| Week                                                             | 59                                                               | 60                                                               | 61                                                               | 62                                                               | 63                                                               | 64                                                               | 65                                                               | 66                                                               | 67                                                               | 68                                                               | 69                                                               | 70                                                               | 71                                                               | 72                                                               | 73                                                               | 74                                                               | 75                                                               | 76                                                               | 77                                                               | 78                                                               | 79                                                               | 80                                                               | 81                                                               | 82                                                               | 83                                                               | 84                                                               | 85                                                               | 86                                                               | 87                                                               |
| Nummer                                                           | 28                                                               | 34                                                               | 34                                                               | 40                                                               | 40                                                               | 40                                                               | 38                                                               | 35                                                               | 34                                                               | 41                                                               | 57                                                               | 66                                                               | 53                                                               | 53                                                               | 72                                                               | 67                                                               | 88                                                               | 91                                                               | 67                                                               | 60                                                               | 64                                                               | 66                                                               | 64                                                               | 66                                                               | 77                                                               | 97                                                               | 92                                                               | 77                                                               | 74                                                               |
| Week                                                             | 88                                                               | 89                                                               | 90                                                               | 91                                                               | 92                                                               | 93                                                               |                                                                  | 94                                                               | 95                                                               | 96                                                               |                                                                  |                                                                  |                                                                  |                                                                  |                                                                  |                                                                  |                                                                  |                                                                  |                                                                  |                                                                  |                                                                  |                                                                  |                                                                  |                                                                  |                                                                  |                                                                  |                                                                  |                                                                  |                                                                  |
| Nummer                                                           | 64                                                               | 83                                                               | 88                                                               | 87                                                               | 87                                                               | 94                                                               | uit                                                              | 93                                                               | 90                                                               | 88                                                               | uit                                                              |                                                                  |                                                                  |                                                                  |                                                                  |                                                                  |                                                                  |                                                                  |                                                                  |                                                                  |                                                                  |                                                                  |                                                                  |                                                                  |                                                                  |                                                                  |                                                                  |                                                                  |                                                                  |